# Valeur (arts visuels)
Pour les articles homonymes, voir Valeur.
Dans les arts graphiques comme en peinture, la valeur d'un ton est sa luminosité ou clarté perçues dans le contexte de l'image. Du fait de la loi du contraste simultané des couleurs, les valeurs sont relatives les unes aux autres ; le voisinage d'un ton clair donne une valeur sombre à une couleur qui aurait une valeur plus lumineuse au voisinage d'un ton sombre (Béguin).
La valeur ne se compare pas aisément d'une couleur à l'autre (VTT). On repère les valeurs les plus claires en n'ouvrant les yeux qu'un instant face à la scène, ou en l'observant à travers un verre sombre dit « verre de contraste » (Béguin).
Certains artistes emploient le terme valeur pour les gris (Béguin). Dans ce sens « poser une valeur » signifie juxtaposer du gris à une plage, ce qui fait ressortir sa coloration.
Le style pictural, qui donne la primauté aux valeurs, s'oppose au style linéaire, qui se structure par les lignes de contour (Souriau). On nomme parfois « valoriste » un artiste plus sensible aux valeurs qu'aux couleurs, pour le différencier d'un « coloriste » (Béguin) ; le terme est attesté en 1902.

## Arts visuels
Le terme « valeur », imprégné de la pratique artistique, exprime la force, l'évidence relative d'une plage de couleur dans un tableau, le « relief, force, intensité d'une partie […] comparativement aux autres parties » d'une peinture, l'« intensité relative des teintes ou des tons » dans un dessin.
Le mot « valeur », appliqué à une couleur, se trouve dans le Dialogue sur le Coloris de Roger de Piles, publié en 1673 : parmi les couleurs du peintre, celui-ci « doit en savoir les valeurs séparément, et par comparaison des unes aux autres ».
La critique de la fin du XVIIIe siècle emploie « valeur » dans un sens qui rappelle celui qu'il a dans l'expression « mise en valeur » : « le contraste des parties claires et des parties obscures du tableau, l'artifice par lequel un peintre distribue savamment les grandes masses qui se prêtent une valeur mutuelle », la rattachant à un discours sur le clair-obscur. « Le premier ton d'un tableau est arbitraire ; il n'a de valeur que celle qu'il reçoit des contrastes qu'on lui oppose ». Le contraste accentue la valeur des tons et donne de la « force » au tableau. L'interprétation du tableau en grisaille ou en gravure doit rendre cette « valeur » que perçoit le spectateur en regardant ses couleurs. Les graveurs savent que les couleurs pures ont leur valeur propre.
Chevreul, appelé à étudier les couleurs pour les tapisseries de la Manufacture des Gobelins, systématise ces notions. Il appelle ton la clarté d'une couleur prise isolément, et construit une échelle numérique des nuances isolées, hors de toute image, du plus clair (1) au plus sombre (20). La perception de la valeur, dans une composition — qu'il s'agisse d'une peinture, d'une tapisserie ou d'une composition florale — tient compte de la loi du contraste simultané des couleurs. Certains auteurs modernes préfèrent préciser, à la suite de Chevreul, « valeur tonale ». Il faut qu'on comprenne bien ton comme Chevreul, mais cela explique que l'échelle des valeurs soit, à l'inverse de celle des clartés, au plus haut lorsque la couleur est sombre.
Le dictionnaire de l'Académie, la première fois qu'il mentionne l'usage de « valeur » dans les beaux-arts en 1878, écrit d'abord que « donner de la valeur à un ton », c'est — comme « donner de la valeur à ce qu'on dit » est « ajouter de la force ou de la grâce à un discours par la manière de le débiter » — « en accroître l'intensité par le contraste d'une couleur avoisinante ». Le Littré ne connaît pas d'autre usage. Le Dictionnaire donne en suite la définition particulière des peintres, « le degré de clarté ou d'obscurité propre à chaque couleur. L'artiste qui grave un tableau fait abstraction des couleurs pour ne donner que des valeurs ». Pour Jules Adeline, à la même époque, la valeur est « le rapport entre les degrés d'intensité d'un même ton ou de tons voisins les uns des autres », sans définir l'intensité, ni, à proprement parler, le ton.
Les peintres adoptent à cette époque l'approche analytique de la couleur, en répercussion des travaux scientifiques sur sa perception, et opposent la valeur et la coloration. Corot a fait de cette distinction un principe de sa composition. On simplifie souvent  en assimilant simplement la valeur et la luminosité.
Le terme valeur — en tant que différent de clarté — conserve l'ambiguité et le rapport direct avec la perception humaine de son premier usage, d'autant plus que la perception, dans une image, de la luminosité d'une couleur n'a pas la simplicité que lui suppose la colorimétrie de base. Il est très difficile de comparer celles de teintes éloignées en chromaticité ; la loi du contraste simultané fait jouer les couleurs juxtaposées ; le phénomène Helmholtz–Kohlrausch fait percevoir comme plus lumineuses les couleurs plus saturées.

### Valeur et luminosité
Selon Josef Albers, la perception de la clarté des couleurs est toujours différente du résultat photométrique et de celui qu'on obtient avec une photo en noir-et-blanc. Pour modifier la valeur d'une région de l'image peinte, il y a deux moyens, modifier sa propre clarté ou celle de l'alentour en sens inverse.
L'échiquier d'Adelson met en évidence la différence entre la valeur, perçue sur une image complexe, et la luminance relative — ou la luminosité colorimétrique qui en dérive, construite sur des stimulus le plus simples possibles et un axiome de linéarité.
L'échiquier présente une alternance de cases claires et sombres. L'ombre portée qui en assombrit une partie ne perturbe pas leurs relations de valeur. Une comparaison colorimétrique est nécessaire pour se rendre compte que la luminance des cases claires à l'ombre est la même que celle des cases sombres dans la lumière.
C'est un lieu commun de la colorimétrie que de dire qu'une feuille blanche, vue à l'ombre, paraîtra toujours blanche, alors qu'une surface noire, placée à proximité en plein soleil, sera toujours vue noire, alors que la luminance de la blanche est dans ce cas inférieure à celle de la noire.
Les peintres et les graveurs savent depuis longtemps organiser leur ouvrage pour que le modelé de leurs ombres, qu'elles soient dans une partie éclairée ou pas du tableau, soit juste. « Le peintre ou le décorateur sentent que l'on ne peut [placer une couleur] indifféremment dans le voisinage de telle autre ». Madame Cavé explique aux jeunes filles :

« Elle connaîtra la valeur des ombres, elle saura que les plus noires sont toujours blondes, si elle a soin de placer un morceau de velours noir sur le premier plan. »

— Le dessin sans maître, 1850

## Infographie
En infographie, certains systèmes de codage des couleurs permettent de définir la couleur d'un pixel avec comme paramètres teinte, saturation, valeur. Ils produisent une valeur numérique de la valeur, qu'ils ne distinguent pas de la luminosité, à partir de celles des trois composantes rouge, vert, bleu de l'affichage.